# Lee Hee-jin
Pour les articles homonymes, voir Lee.
Dans ce nom coréen, le nom de famille, Lee, précède le nom personnel.
Lee Hee-jin, née le 16 mai 1979 à Séoul, est une chanteuse et actrice sud-coréenne et membres du groupe de Baby V.O.X de 1997 à 2006.

## Biographie
Elle étudie au Dong-ah Institute of Media and Arts (en).
En 1997, elle fait ses débuts dans l'industrie du divertissement en tant que membre du groupe de Baby V.O.X.
En 2006, après la dissolution, elle décide de poursuivre une carrière d'actrice.
Après avoir participé à quelques pièces de théâtre et comédies musicales, elle joue dans des dramas télévisés comme The Greatest Love et Medical Top Team.

## Filmographie

### Télévision
- 2011 : The Greatest Love : Jenny
- 2013 : Medical Top Team : Yoo Hye-ran